# Erprobungsverband Ostsee
Der Erprobungsverband Ostsee (EVO) war ein aus Dutzenden verschiedener Seefahrzeuge für Truppenlandungen an offener Küste gebildeter Verband der Kriegsmarine.

## Aufstellung
Nachdem Adolf Hitler den Angriff auf die Sowjetunion beschlossen hatte (Unternehmen Barbarossa), baute die Kriegsmarine unter dem Tarnnamen Erprobungsverband Ostsee ab März 1941 einen Schiffsverband für Landungen an der sowjetischen Ostseeküste auf. Der EVO wurde in Swinemünde aus Personal und Fahrzeugen des Unternehmens Seelöwe, der für September 1940 geplanten, aber nicht durchgeführten Landung in England, zusammengestellt. Tatsächlich diente der Erprobungsverband Ostsee auch der Erprobung von neuer Landetechnik, die seit der Planung für das Unternehmen Seelöwe entwickelt wurde, aber auch für die Einübung von Landungen an offenen Küsten. Insofern war er auch ein Erprobungsverband für die vorläufig aufgeschobene Landung in England. Doch sein eigentlicher Daseinsgrund war der Einsatz gegen die Sowjetunion.
Am 22. Juni 1941, dem Tag des Angriffs auf die UdSSR, bestand der Erprobungsverband Ostsee aus 4 Frachtern, 16 Küstenmotorschiffen, 5 Schweren Artillerieträgern, 3 Leichten Artillerieträgern, 9 Dampfschleppern, 14 zu Behelfslandungsbooten umgebauten Motorprähmen, 12 Schleppkähnen, 24 Motorbooten und 9 Fischloggern. Am 1. Juni 1941 hatte das Heer in Gotenhafen noch ein Bataillon (Fähren-Bataillon 128) mit 21 Siebelfähren und einem großen Motorboot aufgestellt, das am 26. Juni 1941 dem EVO unterstellt wurde.
Von April bis zur Auflösung im Dezember 1941 war der Kapitän zur See Johannes Rieve Chef des Verbands.

## Einsatz
Anfang Juli 1941 lief der Erprobungsverband Ostsee, weiter verstärkt um die ersten fünf Marinefährprähme, in das von Land her eroberte Libau ein. 
Bei seiner weiteren Verlegung nach Riga Mitte Juli 1941 und schließlich nach Pernau Anfang September 1941 wurde der Verband mehrfach von Artillerie, Flugzeugen und kleineren Kriegsschiffen angegriffen, aber ohne ernsthafte Verluste zu erleiden.
Mitte September 1941 wurden die Landungsverbände des EVO am kleinen Hafenplatz Werder und in Buchten in der Nähe verteilt, für die Eroberung der Insel Moon und der nachfolgend vorgesehenen Einnahme der anderen Baltischen Inseln (Unternehmen Beowulf). Die Zahl der Marinefährprähme des EVO war mittlerweile auf 12 gestiegen und die Pionier-Landungskompanie 777 des Heeres mit 13 Pionierlandungsbooten wurde ebenfalls dem Erprobungsverband Ostsee unterstellt. Das Heer hatte außerdem noch 253 Sturmboote für die geplanten Landungen herangeführt.
Vom 8. September bis zum 21. Oktober 1941 wurden die Baltischen Inseln in mehreren Landungsunternehmen durch die jeweils vom Erprobungsverband Ostsee angelandete 61. Infanterie-Division und Teile der 217. Infanterie-Division erobert.

## Auflösung
Nach der Eroberung der Baltischen Inseln wurde der Erprobungsverband zunächst nach Riga zurückverlegt und dann nach Swinemünde. Die sowjetische Ostseeküste war weitgehend in deutscher Hand, sodass der Verband für militärische Operationen nicht mehr gebraucht wurde. Auch eine Landung in England war in absehbarer Zeit außerhalb der Möglichkeit, da die Sowjetunion nicht, wie geplant, 1941 besiegt worden war, sodass ein erneutes Anlaufen von Unternehmen Seelöwe für 1942 nicht in Frage kam. So wurde der Erprobungsverband Ostsee im Dezember 1941 aufgelöst. Aus Personal und Material des Verbandes wurden die 13. und 17. Landungsflottille gebildet, die in Swinemünde als Ausbildungseinheiten für Landungsverbände dienten.